# Luppy
Luppy település Franciaországban, Moselle megyében. Lakosainak száma 588 fő (2022. január 1.). Luppy Béchy, Beux, Buchy, Moncheux, Rémilly, Sailly-Achâtel, Solgne és Tragny községekkel határos.

## Népesség
A település népességének változása:
| Lakosok száma | 285  | 390  | 461  | 483  | 566  | 568  | 570  | 573  | 575  | 588  |
|               | 1968 | 1982 | 1990 | 2006 | 2013 | 2015 | 2017 | 2019 | 2020 | 2022 |